# Mujer preparando pan con mantequilla para un niño
Una mujer preparando pan con mantequilla para un niño es un óleo sobre lienzo de 1660-1663 del pintor holandés Pieter de Hooch, un ejemplo de pintura de la Edad de Oro holandesa y parte de la colección del Getty Center.
Esta pintura fue documentada por Hofstede de Groot en 1908, que escribió: "10. Una MUJER PREPARANDO PAN CON MANTEQUILLA PARA UN NIÑO, QUE DA LAS GRACIAS. Sm. 54; deG. 48. En una habitación con una ventana detrás se sienta una mujer, llevando una chaqueta oscura y una falda azul. Tiene una barra de pan en su mano izquierda, y está tomando un trozo de mantequilla de un plato en una silla a su izquierda. A su derecha hay un niño con las manos juntas, apretando su sombrero contra el pecho. La habitación tiene una luz tenue. La medio puerta abierta de un pasillo con piso de baldosas más allá da a la calle; la tierra ante la casa de enfrente está iluminada por el sol. Aunque el cuadro no tiene el efecto brillante tan apreciado, es un ejemplo muy agradable y satisfactorio. 
Lienzo sobre tabla, 26 pulgadas por 20 1/2 pulgadas. Mencionado por Waagen, Suplemento, p. 342. Ventas. Amsterdam (Hoet, ii. 288), 16 de abril de 1750 (52 florines). Jan Gildemeester Jansz, Amsterdam, 11 de junio de 1800 (415 florines, Yver). A. Meynts, Amsterdam, 15 de julio de 1823 (1450 florines, Brondgeest). En la colección del Barón J. G. Verstolk van Soelen, La Haya, vendido en 1846 globalmente a Thomas Baring, Humphrey Mildmay, y el Señor Overstone. Venta. Humphrey Bingham Mildmay; Londres, 24 de junio de 1893, Núm. 30 (£2625, Colnaghi y Lawrie). Ahora en la colección Drummond, Montreal."
Según el Getty entró en las colecciones del Schloss Rohoncz de Andrew W. Mellon y Heinrich von Thyssen-Bornemisza antes de ser adquirido por ellos en 1984.
Como es habitual, la escena cotidiana encierra también una enseñanza moral. La madre prepara la comida que su hijo tomará en el recreo, mientras el niño solemnemente da gracias por el alimento, antes de partir para la escuela, al fondo de la calle, con su letrero schole. Sobre la puerta, en un nicho triangular, unos libros y un candelero simbolizan "la luz" de la educación.